# 오세정 (물리학자)
오세정(吳世正, 1953년 2월 17일~)은 대한민국의 물리학자 겸 대학 교수이다. 제20대 국회의원(2016. 5.~2018. 10.)을 지냈으며, 2019년부터 2023년까지 서울대학교 총장을 지냈다.
1971년 경기고등학교를 수석 졸업하고, 서울대학교 물리학과에 수석으로 입학했다. 1984년 서울대학교 물리학과 교수가 되었다. 이후 국제이론물리학센터 연구원과 미국 미시간 대학교 객원연구원, 일본 도쿄 대학 초빙교수 등을 두루 역임하며 1995년에는 서울대학교 자연과학대학 기획연구실장을 맡았다. 이후로도 서울대학교 자연과학대학장, 한국과학기술단체 총연합회 이사, 국무총리실 정부업무평가위원회 위원 등으로 활동했다.
2014년 제26대 서울대학교 총장 선거에서 최종 후보 3인으로 이사회에 추천되었다. 학내 정책평가에서 1위를 했으나 이사회는 성낙인을 최종 후보로 뽑아 낙선하였다. 이후 국민의당 비례대표로 정계에 들어왔다. 이후 2018년 제27대 서울대학교 총장 선거에 나가기 위해 국회의원직을 사퇴했으며, 2018년 11월 27일 서울대학교 이사회는 "제27대 총장 최종 후보로 오세정 명예교수를 선출했다"고 밝혔다.

## 학력
- 1959년~1965년: 서울혜화국민학교 졸업
- 1965년~1968년: 경기중학교 졸업
- 1968년~1971년: 경기고등학교 졸업
- 1971년~1975년: 서울대학교 자연과학대학 물리학 학사
- 1976년~1981년: 스탠퍼드 대학교 대학원 물리학 박사

## 경력
- 1981~1984: 미국 제록스 팔로 알토 연구소 연구원
- 1984: 서울대학교 자연과학대학 물리천문학부 교수
- 1987. 10.~1995. 10. 국제이론물리학센터 연구원
- 1989. 5.~1994. 5. 대통령자문 21세기 위원회 과학기술분과 위원
- 1990. 1.~1990. 6. 미국 미시간대학교 객원 연구원
- 1994. 3.~1994. 7. 일본 도쿄대학 초빙 교수
- 1995~1997: 서울대학교 자연과학대학 기획연구실 실장
- 1999. 5.~2001. 6. 국가과학기술위원회 정책전문위원
- 1999. 6.~2001. 12. 학술진흥재단 학술연구심사평가위원, 기초과학위원
- 1999. 7.~2008. 2. 과학기술부, 한국과학재단지정 우수연구센터 복합다체계물성연구센터 소장
- 2000. 11.~ 한국과학기술한림원 정회원
- 2001. 9.~2002. 9. 과학기술중기비전 기획단 위원
- 2002~2006: 삼성장학회 이사
- 2002. 7.~2003. 2. 미국 럿거스 대학교 초빙 교수
- 2003. 6.~2003. 12. 정책기획위원회 미래환경분과 의원
- 2004. 4.~2004. 12. 교육인적자원부 교원양성제도 개편추진단 실무위원
- 2004. 6.~2005. 8. 교육과학기술부 BK21 사업기획단 기획위원회 위원장
- 2004. 12.~2008. 10. 전국자연과학대학장협의회 회장
- 2004. 12.~2008. 10. 서울대학교 자연과학대학 학장
- 2005~2009: 제2기 미래기술연구회 대표
- 2005. 1.~2006. 1. 인문사회연구회 국정과제연구위원회 위원
- 2005. 3.~2011. 2. 한국과학기술단체 총연합회 이사
- 2006. 7.~2008. 7. 국가과학기술위원회 기초과학연구 연구진흥협의회 위원
- 2007. 10.~2009. 10. 한국과학재단 이사
- 2008. 5.~2009. 5. 교육과학기술부 세계적 연구중심대학 사업 총괄관리위원장
- 2008. 7.~2010. 7. 제4기 서울특별시 과학교육심의회 위원
- 한국물리학회 부회장
- 2008. 9.~2010. 5. 국가과학기술위원회 국제과학비즈니스벨트 전문위원회 위원장
- 2008. 9.~2010. 9. 국무총리실 정부업무평가위원회 위원
- 2008. 10.~2009. 1. 국가교육과학기술자문회의 제1기 위원
- 2008. 12.~2010. 12. 과학기술정책연구원 연구자문위원
- 2008. 12.~2011. 12. 국회입법조사처 자문위원
- 2009~2011: 포스코 청암재단 과학상 심사위원장
- 2009: 포스코 청암재단 과학Fellow 선정위원장
- 2009. 3.~2011. 3. 국방기술품질원 정책자문 위원
- 2009. 5.~2010. 5. Green Tech Innovator 위원
- 2009. 5.~2012. 5. 교육과학기술부 기초기술연구회 이사
- 2009. 5.~2012. 12. 미래인재포럼 위원
- 2009. 11.~2009. 12. 대한민국 과학문화상 종합심사위원장
- 2011. 1.~2011. 11. 제2대 한국연구재단 이사장
- 2011. 3. 한국과학기술단체 총연합회 부회장
- 2011. 4. 국제과학비즈니스벨트위원회 위원
- 2011. 11. 국제과학비즈니스벨트 기초과학연구원 원장
- 2012. 5. 국방기술품질원 이사
- 2013. 9.~2014. 9. 국가과학기술자문회의 과학기술기반분과 위원
- 2016년 4월 13일: 대한민국 제20대 국회의원 선거 당선(비례대표, 국민의당, 초선)
- 2016. 5.~2018. 10. 제20대 국회의원 (비례대표, 국민의당→바른미래당, 초선)
  - 2016. 6.~2017. 7. 제20대 국회 전반기 미래창조과학방송통신위원회 위원
  - 2016. 7. 제20대 국회 전반기 윤리특별위원회 간사
  - 2017. 7.~2018. 2. 제20대 국회 전반기 과학기술정보방송통신위원회 위원
  - 2018. 2. 제20대 국회 전반기 과학기술정보방송통신위원회 간사
  - 2018. 7. 제20대 국회 후반기 교육위원회 간사
- 2016. 7.~2017. 10. 국민의당 국민정책연구원 원장
- 2018. 2.~2018. 6. 바른미래당 원내부대표
- 2018. 9.~2018. 10. 바른미래당 바른미래정책연구원 원장
- 2019. 2. 1.~2023. 1. 31. 서울대학교 총장
- 2019. 2.~2023. 1. 서울대학교 이사(당연직)
- 2019. 2.~2023. 1. 재단법인 신양문화재단 이사장
- ~2023. 1. 서울대학교 총동창회 명예회장
- 2023. 2.~: 서울대학교 총동창회 고문

## 수상 경력
- 1994년: 제4회 한국과학기술단체총연합회 과학기술 우수논문상
- 1997년: 제6회 한국과학상
- 2003년: 제2기 한국과학문화재단 ‘닮고 싶고 되고 싶은 과학자’

## 가족
- 배우자: 홍난실[5]

## 역대 선거 결과
| 실시년도 | 선거   | 대수 | 직책     | 선거구   | 정당     | 득표수       | 득표율          | 순위         | 당락 | 비고 |
| -------- | ------ | ---- | -------- | -------- | -------- | ------------ | --------------- | ------------ | ---- | ---- |
| 2016년   | 총선   | 20대 | 국회의원 | 비례대표 | 국민의당 | 6,355,572 표 | \| \| 26.74% \| | 비례대표 2번 |      | 초선 |
|          | 26.74% |      |          |          |          |              |                 |              |      |      |

## 소속 정당
| 소속 정당 | 소속 정당  | 소속 기간 | 비고           |
| --------- | ---------- | --------- | -------------- |
|           | 국민의당   | 2016~2018 | 창당 정계 입문 |
|           | 바른미래당 | 2018      | 합당           |
|           | 무소속     | 2018~현재 | 탈당 정계 은퇴 |

## 같이 보기
- 김두철
- 노도영
- 대한민국 제20대 국회의원 선거 국민의당 후보 목록#비례대표